# Система докорма у груди

Система дополнительного кормления SNS Medela

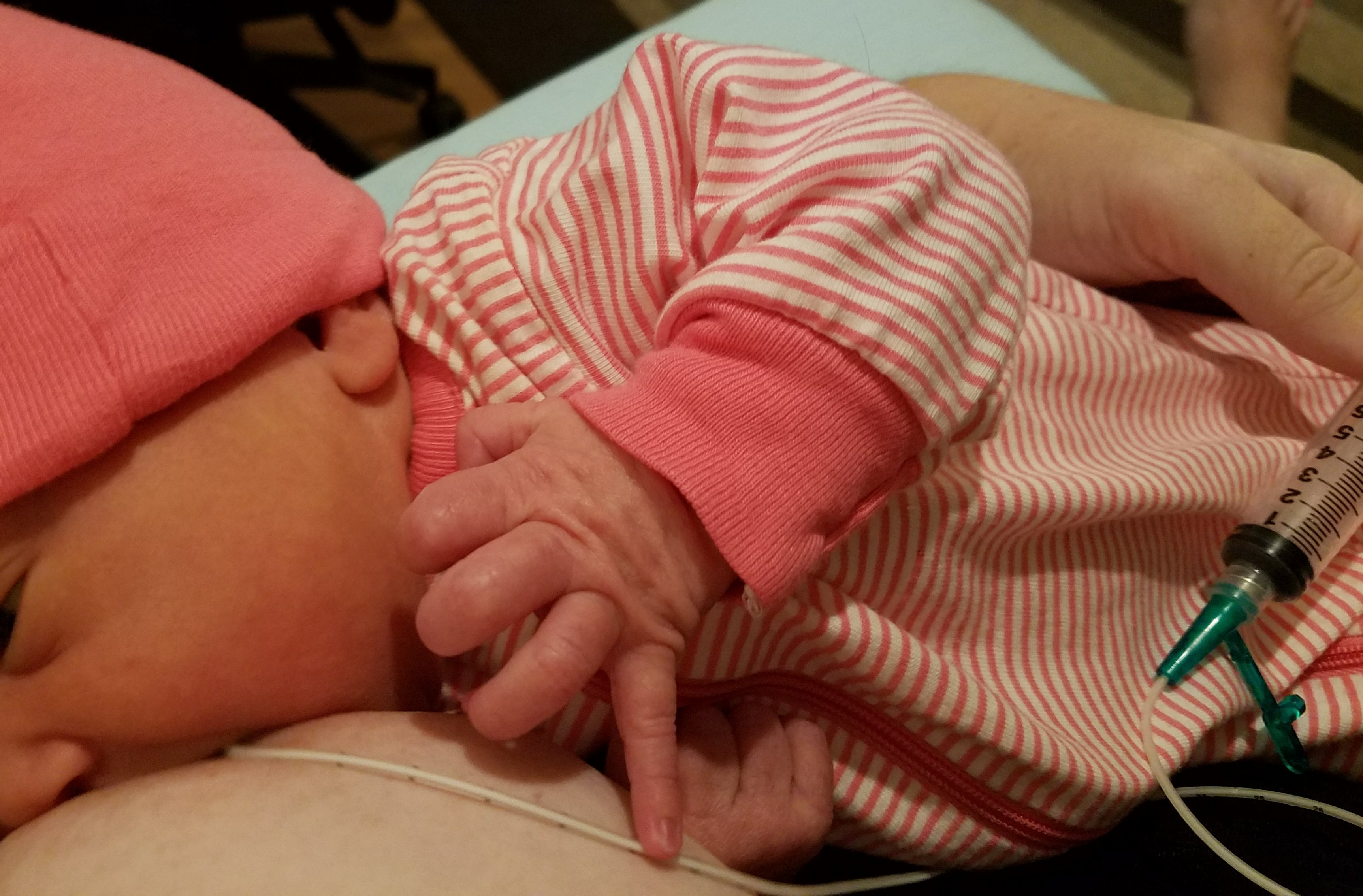

Система докорма у груди используется женщинами в процессе грудного вскармливания в ситуациях, когда по какой-то причине у женщины недостаточно молока или оно полностью отсутствует. Система состоит из ёмкости для молока (стакана, чашки, бутылки), в которую вставлена тонкая трубочка (например, медицинский катетер для питания (для младенцев подходит катетер CH 05)). 
В ёмкость наливают грудное молоко или смесь. Тоненькую трубочку можно закрепить на коже груди медицинским пластырем так, чтобы открытый конец находился у верхушки соска. Иногда трубочку не приклеивают к коже, а просто аккуратно вводят в уголок рта ребёнка, уже сосущего грудь, так, чтобы её кончик тоже оказался на уровне верхушки соска. Когда ребёнок будет сосать грудь, докорм по трубочке начнёт поступать к ребёнку. Более сильный поток молока будет стимулировать ребёнка сосать активнее и дольше, таким образом, ребёнок будет высасывать больше молока из груди. 
При использовании системы для докорма у груди нет риска, что ребёнок откажется от груди, или что изменится прикладывание. Благодаря такому способу докорма грудь получает дополнительную стимуляцию даже в тот момент, когда ребёнка докармливают. Это способствует увеличению выработки молока.